# 熱砂の誓ひ
『熱砂の誓ひ』（ねっさのちかい）は、東宝映画・華北電影公司製作、1940年（昭和15年）公開の日本の国策映画、およびその主題歌である。映画の主演は長谷川一夫、李香蘭。主題歌「熱砂の誓ひ」は作詞：西條八十、作曲：古賀政男、歌唱：伊藤久男。

## 映画
昭和15年（1940年）、東宝と華北電影公司の合作で製作された国策映画。長谷川一夫・李香蘭の主演による「大陸三部作」（「白蘭の歌」、「支那の夜」、「熱砂の誓ひ」）の3作目。北京を舞台に、日本の土木技師（長谷川一夫）と、日本に声楽の勉強に来ている中国人学者の娘（李香蘭）のラブロマンス。
- 監督：渡辺邦男
- 出演
  - 杉山憲治：長谷川一夫
  - 李芳梅：李香蘭
  - 李月琴（李芳梅の従妹）：汪洋
  - 李鴻明：進藤英太郎
  - 陳蘇延：藤田進
  - 杉山一郎、杉山貢：江川宇礼雄
  - 大川博士：丸山定夫
  - 楊宗資：華風
  - 李高福：高堂国典
  - 佐野藤助：鳥羽陽之助
  - 趙寒山：坂内永三郎
  - 平井明男：鉄一郎
  - 黄福生：江藤勇
  - 柳田先生：小島洋々
  - 憲治の母・淑子：水町庸子
  - 長女・那美子：里見藍子
  - 三男・譲：伊東薫
  - 四男・進：竹下富四郎
  - 次女・峰子：三谷幸子
  - 三女・雪子：加藤照子
  - 五男・昭：小高たかし

## 主題歌・挿入歌
昭和15年（1940年）公開の国策映画「熱砂の誓ひ」の主題歌。同映画の挿入歌として「紅い睡蓮」がある。「熱砂の誓ひ」は別名「建設の歌」ともいい、大陸の荒野の開拓・建設に寄せる熱情を伊藤久男が朗々と歌い上げている。
挿入歌「紅い睡蓮」の歌唱は李香蘭。「大陸三部作」の前2作では所属レコード会社（テイチク）が作曲家の所属（日本コロムビア）と異なっていたため吹き込めなかったが、「熱砂の誓ひ」製作時には日本コロムビアに移籍していた。
- 「熱砂の誓ひ」（1940年10月発売）

作詞：西條八十
作曲：古賀政男
歌：伊藤久男
- 「紅い睡蓮」（1940年10月発売）

作詞：西條八十
作曲：古賀政男
歌：李香蘭